# Leyla Yunus
Leyla Islam qizi Valiyeva Yunusova meglio nota come Leyla Yunus (Baku, 21 dicembre 1955) è un'attivista azera, direttrice dell'organizzazione per i diritti umani Institute of Peace and Democracy.
Leyla Yunus è particolarmente nota per il suo lavoro a sostegno dei cittadini colpiti dagli sgomberi forzati di Baku, per conto dei quali ha organizzato una serie di proteste. Nel luglio 2014 le autorità azere hanno arrestato Yunus con capi d'accusa che sono ampiamente considerati come dubbi.  Il 13 ago 2015 Leyla Yunus è stato condannata a 8 anni e sei mesi di carcere.

## Biografia
Yunus è una storica di formazione ed ha scritto la sua tesi su "La rivalità inglese-russa sul Mar Caspio e l'Azerbaigian nella prima parte del XVIII secolo".
Negli ultimi anni dell'Unione Sovietica, Yunus è stata attiva nei circoli riformatori. Nel 1988, ha fondato il "Fronte popolare dell'Azerbaijan a sostegno della Perestrojka", insieme ad un piccolo gruppo di intellettuali moderati. Nella fase iniziale, questo Fronte popolare dell'Azerbaijan è stato volutamente modellato sull'esempio del Fronte Popolare Estone.
Nel gennaio del 1990, Yunus insieme a Zardusht Alizadeh ha costituito il Partito Socialdemocratico, con l'obiettivo di creare una voce politica moderata.
Nell'aprile 1990, Yunus ha pubblicato il saggio "Le responsabilità di un politico", sostenendo una via di mezzo democratica e rifiutando sia il nazionalismo estremo sia l'oppressione violenta del regime sovietico.
Durante le ostilità nel conflitto del Nagorno-Karabakh nel 1992-1993, Yunus ha servito come Vice-Ministro della Difesa e Direttrice del Centro di Analisi dell'Informazione del Ministero della Difesa.
Successivamente, Yunus ha lavorato con attivisti della società civile sia in Azerbaigian sia in Armenia per chiedere la pace. Lei e suo marito Arif, uno storico, sono noti per perseguire attivamente la riconciliazione con l'Armenia.  Nel 1998 ha partecipato alla consultazione europea della International Fellowship of Reconciliation's Women Peacemakers Program (WPP), insieme ad un omologo armeno, sulla nonviolenza attiva.
Dal 1995 è direttrice dell'Institute of Peace and Democracy.
Nel 2009, Yunus è stato processata per diffamazione dopo aver dichiarato che vi era stata una cattiva condotta della polizia in un recente processo per sequestro, sostenendo che la polizia fosse stata coinvolta nell'ulteriore traffico di due giovani ragazze coinvolte. Il ministro dell'Interno Ramil Usubov ha sporto denuncia contro di lei, affermando che aveva "causato pericolo alla polizia" e chiedendo 100.000 manat per danni.
Human Rights Watch ha protestato contro il processo, affermando che "una sentenza contro Yunus costituirebbe un terribile precedente per la libertà di espressione in Azerbaigian", mentre altri gruppi internazionali hanno descritto il caso come "un altro esempio del giro di vite del governo azero sulla libertà di espressione".
Nel 2011, dopo un certo numero di ricorsi falliti alle autorità per quanto riguarda il comportamento della polizia durante gli sgomberi, Yunus ha dichiarato la sua intenzione di fare appello contro gli sfratti alla Corte europea dei diritti umani.
Le autorità hanno raso al suolo l'ufficio di Baku di Yunus, con pochi minuti di avvertimento, l'11 agosto 2011, lo stesso giorno in cui un suo articolo appariva sul New York Times in cui criticava gli sgomberi forzati. Il giorno della demolizione Yunus si trovava in Norvegia. I rappresentanti dell'Unione europea hanno "deplorato" la demolizione, definendo la sua organizzazione "un partner regolare della comunità internazionale". Il deputato azero Khadi Musa Redz Hubli ha negato che l'operazione di sgombero fosse collegata con il lavoro sui diritti umani di Yunus. Cinquantadue organizzazioni per i diritti umani provenienti da 14 paesi, tra cui Index on Censorship e la Fondazione Rafto, hanno inviato una lettera congiunta di protesta alle autorità azere in cui condannavano la demolizione.
Nel 2014, insieme a Rasul Jafarov, Leyla Yunus ha presieduto un gruppo di lavoro, che ha lavorato sulla compilazione di un elenco di prigionieri politici in Azerbaigian. Ai primi di agosto 2014 entrambi sono stati arrestati, e i loro nomi sono finiti sulla stessa lista - risultato finale del loro lavoro - che è stata pubblicata dal Norwegian Helsinki Committee.

### Detenzione e processo
Il 28 aprile 2014, Yunus e il marito Arif sono stati arrestati all'aeroporto di Baku-Heydər Əliyev, mentre erano in partenza per Doha, in Qatar con l'accusa di spionaggio a favore dell'Armenia. Leyla e suo marito Yunus sono stati incarcerati. La situazione in carcere di Yunus, che è diabetica, è stata descritta come precaria, dopo le notizie che le autorità azere hanno rifiutato di fornirle assistenza medica. Dopo che le è stato anche vietato di comunicare direttamente con il marito, Leyla Yunus ha scritto una lettera aperta che è stata tradotta e pubblicata su vari siti web, in cui ha dichiarato che "Mai avremmo previsto che il XXI secolo avrebbe portato la repressione degli anni '30."
La detenzione di Leyla e Arif Yunus, così come quella di Rasul Jafarov, è stata largamente considerata come un ulteriore passo nella repressione statale sulla società civile in Azerbaigian.
Tali azioni delle autorità sono state duramente condannate da molte organizzazioni internazionali di spicco per i diritti umani, tra le quali Amnesty International (che definisce i coniugi Yunus "prigionieri di coscienza" e ha invitato le autorità a rilasciarli immediatamente), l'Assemblea parlamentare del Consiglio d'Europa, la missione degli Stati Uniti presso l'OSCE, L'Osservatorio per la protezione dei difensori dei diritti umani, la Nobel Women's Initiative, Reporters Without Borders, Human Rights Watch e altre.
Human Rights Watch ha chiesto la sospensione della membership dell'Azerbaijan dalla Extractive Industries Transparency Initiative (EITI) a causa dell'"offensiva di governo dell'Azerbaigian contro i difensori dei diritti umani e le organizzazioni non governative".
Il 13 ago 2015 Leyla Yunus è stata condannata a 8 anni e 6 mesi di carcere; il marito Arif Yunus è stato condannato a 7 anni di carcere; entrambi sono stati condannati per frode e evasione fiscale. La coppia affronta anche l'accusa di tradimento in un processo separato. I governi occidentali e i gruppi per i diritti umani hanno espresso preoccupazione per la loro prosecuzione. Human Rights Watch ha denunciato il loro caso come un processo farsa, e Amnesty International ha affermato che i due sono prigionieri di coscienza.
A dicembre il tribunale ha convertito la pena in sospensione condizionale per motivi di salute, e nel 2016 i coniugi hanno ricevuto la possibilità di recarsi nei Paesi Bassi per cure mediche, e dove hanno deciso di rimanere.

## Premi

### Nomine
Nel mese di ottobre 2014, Leyla Yunus è stata tra i tre finalisti per il premio Sakharov.
La nomina è stata sostenuta da un certo numero di attivisti di spicco, tra cui l'ultima generazione di dissidenti sovietici e amici di Andrei Sakharov. Nell'annunciare il premio Sakharov, il Parlamento europeo ha inoltre dichiarato di aver "deciso di inviare una delegazione con rappresentanti di tutti i gruppi politici in Azerbaigian per incontrare e sostenere Leyla Yunus nel suo lotta per la democrazia e la libertà nel suo paese"
Leyla Yunus è inoltre stata nominata per il premio Human Rights Tulip.

### Premi ricevuti
Nel mese di ottobre 2014, il Norwegian Helsinki Committee ha assegnato a Leyla Yunus - insieme con Rasul Jafarov, Anar Mammadli e Intiqam Aliyev - l'Andrei Sakharov Freedom Award.
Leyla Yunus ha ricevuto il premio polacco a nome di Sérgio Vieira de Mello nel mese di ottobre 2014, per i suoi meriti personali nella lotta per i diritti umani.